# 2006 في العراق
فيما يلي قائمة بأحداث العراق في سنة 2006.

## شاغلي المناصب
- الرئيس: جلال طالباني
- رئيس الوزراء: إبراهيم الجعفري (إلى غاية 20 مايو)، نوري المالكي (ابتداءا من 20 مايو)
- نائب الرئيس: غازي مشعل عجيل الياور (إلى غاية 22 أبريل)، طارق الهاشمي (بدءا من 22 أبريل)، عادل عبد المهدي.
- حكومة إقليم كردستان العراق (منطقة حكم ذاتي):
  - الرئيس: مسعود برزاني
  - رئيس الوزراء: نيجيرفان بارزاني

## أحداث

### فبراير
- 22 فبراير – تفجير ضريح العسكريين. رغم عدم وقوع أي إصابات في التفجير إلا أن التفجير أدى إلى إشعال الفتنة الطائفية بين السنة والشيعة خلال الأيام الموالية. وذكرت صحيفة واشنطن بوست أن أكثر من 1300 شخص قتلوا في هجمات تلت التفجير.

### أبريل
- 22 أبريل – جلال الطالباني يكلف نوري المالكي بتشكيل حكومة جديدة لتنهي حالة الجمود السياسي الذي استمر شهورا في البلاد.

### يونيو
- 7 يونيو – مقتل زعيم القاعدة في العراق أبو مصعب الزرقاوي في غارة أمريكية.

### يوليو
- 9 يوليو – ميليشيات شيعية تقتل حوالي 40 مدني سني في حي الجهاد بالعاصمة بغداد بعد يوم من تفجير حسينية الزهراء في نفس الحي.

## أبرز الوفيات
- 22 فبراير – اغتيال الصحفية أطوار بهجت (30 سنة) بعد خطفها.[1][2]
- 6 مارس – مقتل مبدر حاتم الدليمي (55 سنة)، لواء في الجيش العراقي.[3]
- 12 مارس – هديل قاسم حمزة (6 سنوات).
- 7 يونيو – مقتل أبو مصعب الزرقاوي (39 سنة)، زعيم تنظيم القاعدة في بلاد الرافدين في غارة أمريكية.
- 21 نوفمبر – اغتيال الممثل وليد حسن جعاز (47 سنة).
- 30 ديسمبر – إعدام صدام حسين (69 سنة) رئيس العراق من 1979 إلى غاية 2003.[4]

## شاغلي المناصب
- الرئيس: جلال طالباني
- رئيس الوزراء: إبراهيم الجعفري (حتى 20 مايو)، نوري المالكي (ابتداءً من 20 مايو)
- نائب الرئيس: غازي مشعل عجيل الياور (حتى 22 نيسان)، طارق الهاشمي (اعتباراً من 22 نيسان)، عادل عبد المهدي
- حكومة إقليم كردستان العراق (المنطقة المتمتعة بالحكم الذاتي)
  - الرئيس: مسعود بارزاني
  - رئيس الوزراء: نيجيرفان إدريس بارزاني (حتى 1 مارس)